# 大氣制動

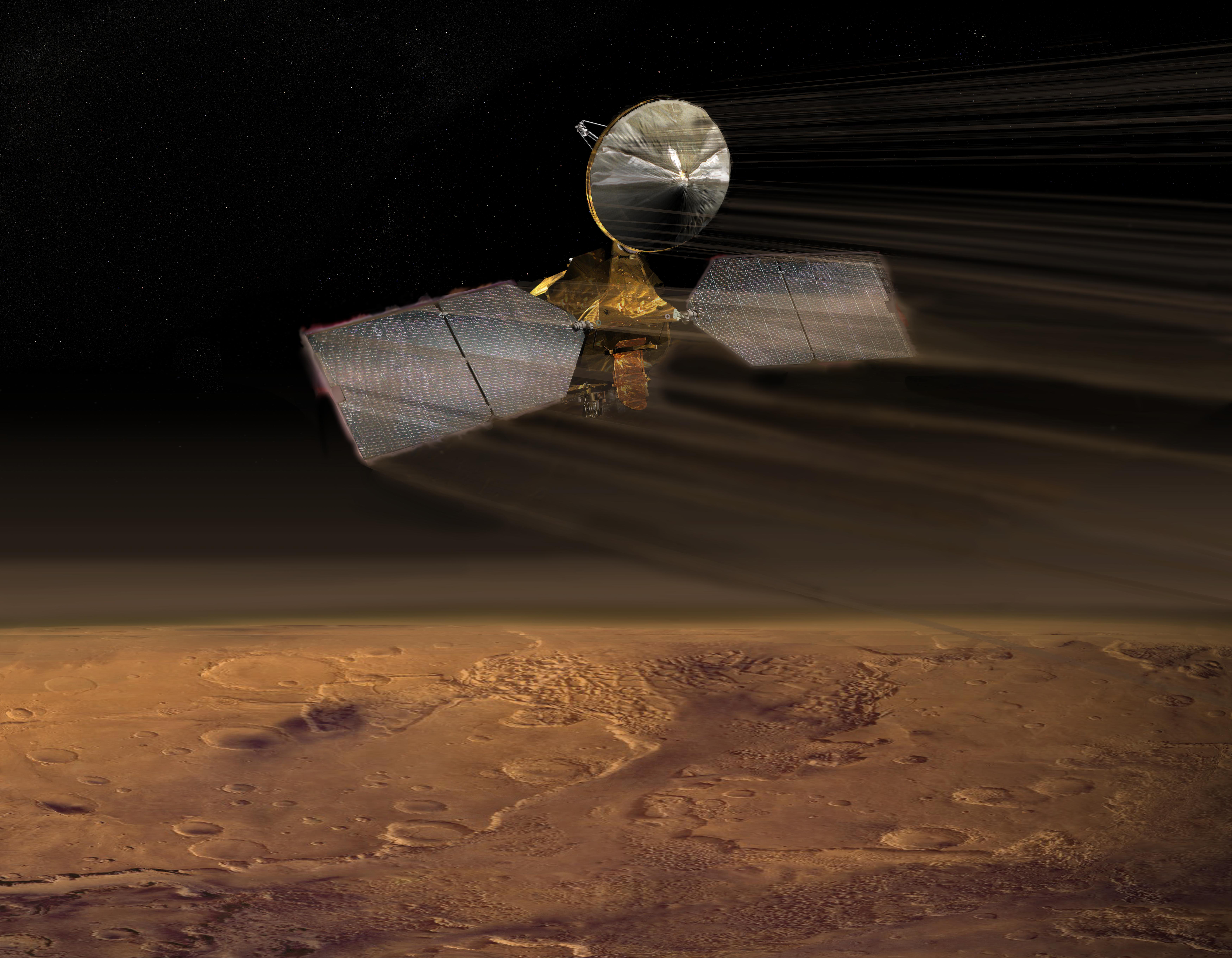
火星侦察轨道器大氣制動想像圖

大氣制動，或稱空氣制動，是指一種透過將太空船的最低點（近拱點）降低到星球的大氣層之內，透過空氣阻力來減速，以降低軌道最高點（遠拱點）的航天操作。大氣制動通常用於進入一個擁有大氣層的天體之低軌道的任務之中，由於通常太空船抵達一天體時，與天體的相對速度非常快，因此使用大氣制動相對於直接使用火箭发动机，所需的燃料更少。

## 方法

大氣制動過程軌道變化示意圖

當一行星際飛船抵達它的目的地，它必須改變它的速度，以留在該天體的重力作用範圍之內。欲抵達一個有一定大小重力場的天體之低正圓軌道（大多數科學研究需要滿足此條件），所需的ΔV可達數千m/s。根據火箭方程，能達到此條件的探測器的大部分重量必須為燃料。這就代表探測器只能裝載較少的科學儀器，並且得使用非常大且昂貴的發射器來發射。因此當目標天體擁有大氣層時，便可使用大氣制動來減少能量的需求。探測器只需要一相對較小的燃燒便可使其從雙曲線軌道進入狹長的橢圓軌道，接著大氣制動便用於將軌道調整為正圓軌道。若該行星的大氣濃度足夠，便只需進入大氣層一次便可將太空船減慢到目標速度。然而，典型的大氣制動通常會進入大氣層多次，只進入大氣層較高，空氣也較稀薄的高度，以減少飛行器擠壓氣體時所產生的熱能。而因為不可預測的紊流、大氣組成，及溫度變化等因素，也使精準預測制動過程中的速率變得幾乎不可能，因此若採用多次減速，太空船便有足夠時間供地面人員計算軌道以及速率的改變，並在離開大氣層後做出必要的修正。使用此方法達到最終目標軌道需要很長的時間，並且可能需要進入該行星或衛星的大氣層數百次。在最後一次大氣制動過後，太空船必須以火箭引擎給予其足夠的動能以將其軌道的遠拱點抬升至大氣層之上，以完成軌道轉移的過程。
太空船在大氣制動的過程中散失的動能透過摩擦力轉變成熱能，意味著使用此方法的太空船也必須有能力發散掉這些熱能。太空船也必須具備充足的表面面積以及結構強度，以產生足夠的阻力，並在劇烈的減速中保持完整，而大氣制動產生的高溫與氣壓則並不如再入過程中所產生的那麼劇烈。

### 例子
在火星偵查軌道器的模擬中，產生了最高0.35 N/m²的壓力，其受阻力影響的面積約37平方公尺，因此所受到的最大阻力為7.4 N，其達到的最大溫度僅為170 °C ，而再入過程中產生的熱能可達千度以上。火星觀察者號在大氣制動時所承受的壓力更低，僅有0.2 N/m² ，約等於在地球海平面上以0.6 m/s（2.16 km/h）的速度所產生的壓力，此速度相當於人緩慢行走的速度。

## 類似操作
大氣捕捉是一個類似的操作，但更加極端。不同於大氣制動，大氣捕捉不進行軌道射入變軌操作，而是使太空船進入空氣密度更高的高度，使太空船直接由雙曲線軌道進入橢圓軌道，並將遠拱點降到目標軌道高度附近。接著太空船便進行數次軌道調整，將近拱點提高至目標高度，並微調軌道。 這項技術原先計劃用於火星奧德賽號軌道器上， 但卻因成本太高而被迫放棄。
另一個相關的操作是大氣重力助推，太空船飛越行星的上層大氣，並利用升力來加速。若方向正確，這項技術可以較一般的重力助推有更大的角度旋轉，並在其中取得更大的ΔV值。

## 相關任務

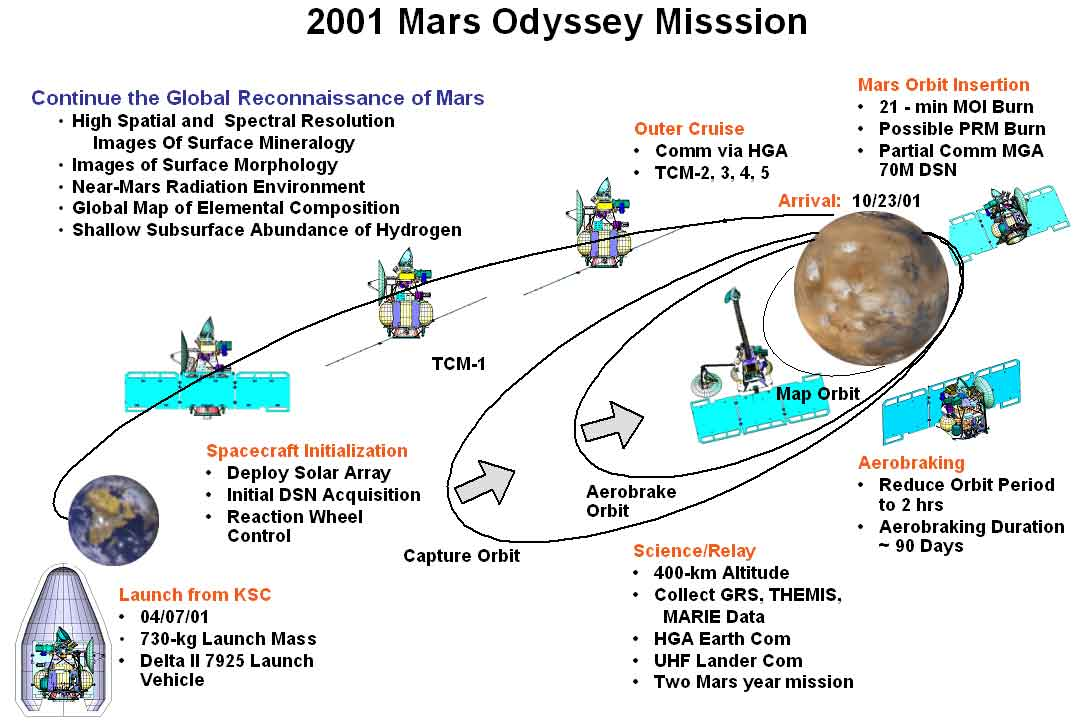
2001年火星奧德賽號任務概況，其中畫出了大氣制動的使用。

雖然大氣制動的理論發展已相當完全，但由於利用這項技術需要對目標星球的大氣層有非常完善的了解，因此要正確並精準的預測並實施這個操作仍非常困難。目前，每一次大氣制動減速的過程都必須被監控，並因應情況進行變軌操作。 由於沒有飛行器可以不倚賴其他輔助而進行空氣制動，因此大氣制動需要操作員以及深空網路才能進行。由於每次進入大氣層之間的時間間隔變得相對較短（在火星約只有2小時），這在整個程序的最終階段尤其重要。NASA曾在四場任務中使用大氣制動來變更軌道，並降低遠拱點高度。
1991年三月十九日，飛天號進行了空氣制動，成為了第一個使用空氣制動的深空無人飛行器。飛天號（也被稱為 MUSES-A）是由日本的宇宙科學研究所（ISAS，為JAXA的前身）所發射，在當天從太平洋上空125.5公里以11.0 km/s的速度飛過，空氣阻力減低其速度1.712 m/s，並降低遠拱點8665公里。 三月三十日，該探測器又進行了另一次空氣制動變軌。
1993年五月，空氣制動於金星被麥哲倫號金星探測器所使用， 用以將軌道轉為正圓，以便提高測量金星重力場的精準度。在243天的任務週期內，透過深空網路觀察其軌道及速度的變化，計算並建立金星的引力場資料。在任務的最終階段，它進行了「風車實驗」，亦即將其裝配的太陽能板轉成似風車的形狀，測量上層大氣對其造成的扭力，以及達到平衡所需的推力，以供未來任務做參考。任務完成後，探測器即墜毀於金星地表。
1997年，火星全球探勘者號（MGS）成為首個將空氣制動列為計畫中主要調整軌道方法的太空船。MGS使用了麥哲倫號在金星任務中所取得的資料來計畫其空氣制動操作，使用其所裝配的太陽能板當作「翅膀」，控制MGS飛越火星稀薄的上層大氣，並在長達數個月的操作流程中降低其軌道的遠拱點。不幸的是，在發射後不久，發生了一個結構損壞，嚴重損傷了MGS預計用來進行空氣制動的太陽能板，以至於它必須在比原先計劃（页面存档备份，存于）更高的高度進行空氣制動，顯著的延長了進入預期軌道的時間。 2001年，火星奧德賽號以及火星偵查軌道器也使用了空氣制動，過程中均沒有意外。
2014年，ESA的無人探測器金星特快車在任務最終階段成功施行了一項空氣制動實驗。
2017～2018年，ESA的火星微量氣體任務衛星在火星施行了空氣制動來降低軌道得遠拱點，成為歐洲太空任務中第一個完整的空氣制動操作。 

## 空气动力制动

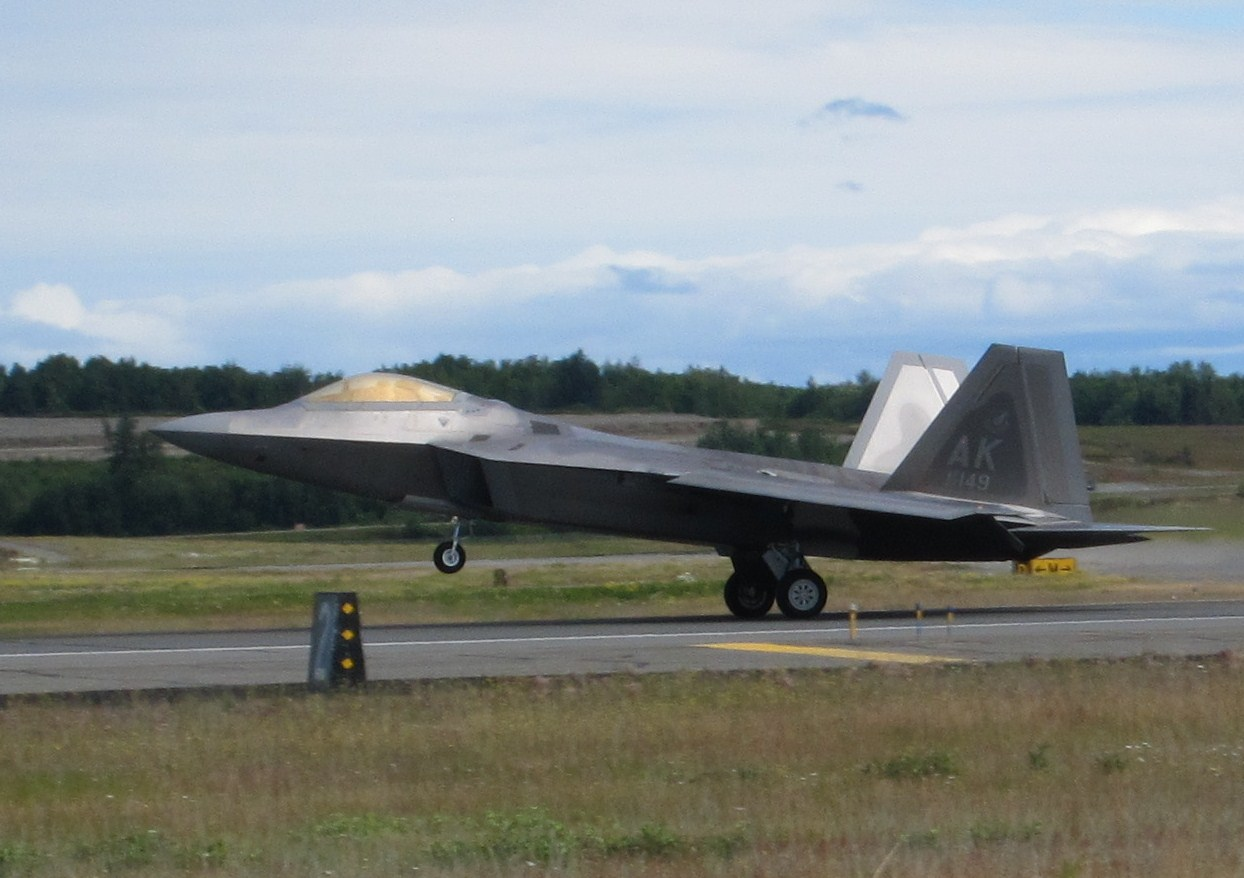
一台F-22降落在埃尔门多夫空军基地，展示出空气动力制动。

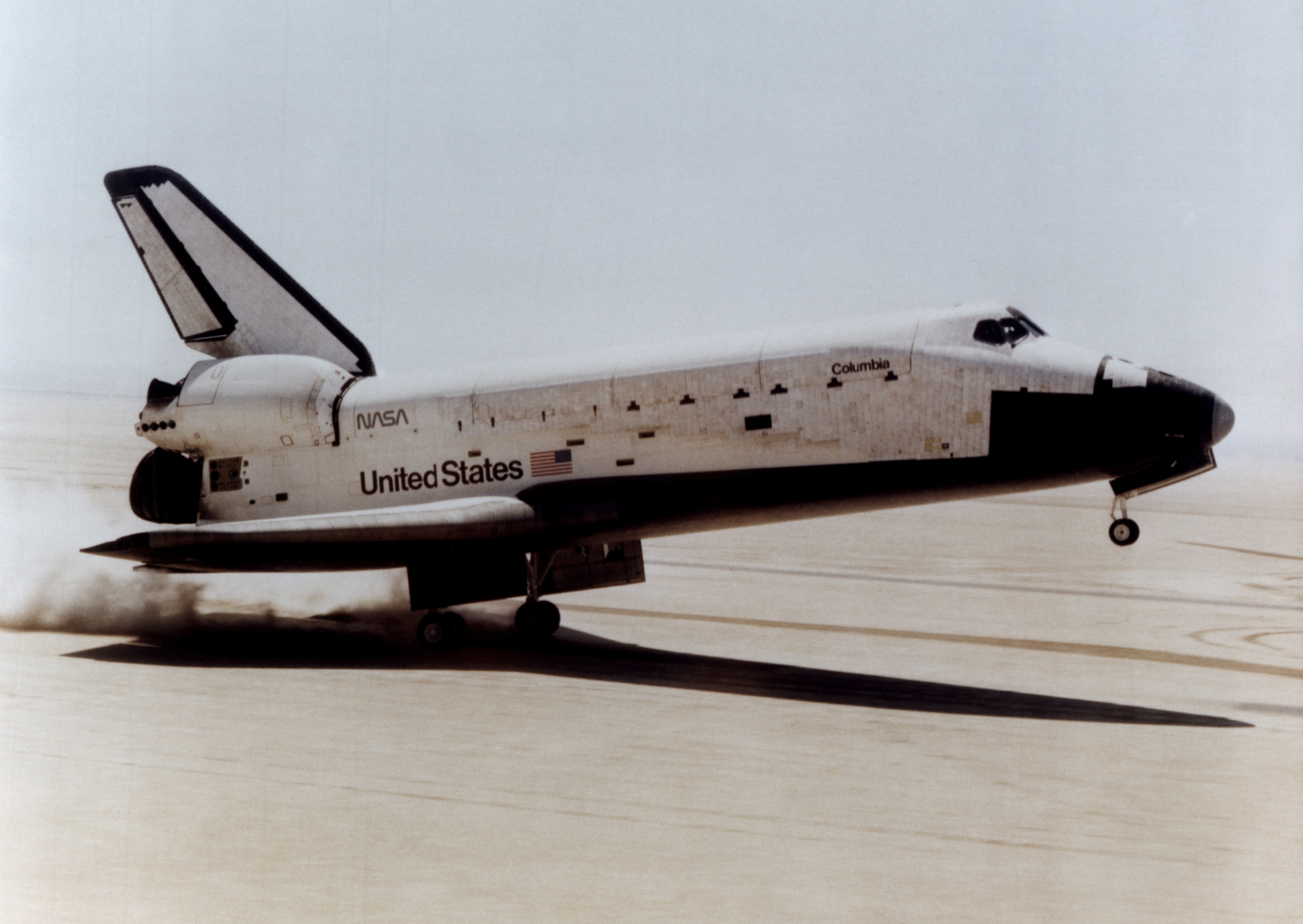
太空梭降落時使用空氣動力制動。

空氣動力制動是一種在降落飛行器時，用以減緩速度並輔助輪子的煞車系統的操作。這種操作通常用在較短的跑道，或當地面情況為濕滑或者結冰的狀況。空氣動力制動通常在飛行器的後輪一接觸地面時即被實施，並在前輪著地時結束。同時，飛行員會利用升降舵將機首抬高，藉此增加飛船接觸氣流的面積，以便產生更多阻力，以減低速度。升降舵的同時也造成氣流對飛行器的後輪施加壓力，幫助輪子的煞車產生更大的摩擦力，制止打滑。飛行員此時通常會繼續保持升降舵的角度，即使其已無法繼續保持機首上揚，以繼續對後輪施加壓力。
空氣動力制動是一個降落時常見的煞車技術，也能幫助保護起落架的煞車系統與輪子，減少過度磨損，或減低打滑並失去控制的機率。I此方法常用於私人飛機、商業用機、戰鬥機、以及太空梭的降落。

## 延伸閱讀
- JPL aerobraking report for MGS（页面存档备份，存于）
- An Explanation of How Aerobraking Works (PDF)
- Hoffman, S. (August 20–22, 1984). A comparison of aerobraking and aerocapture vehicles for interplanetary missions（页面存档备份，存于）. AIAA and AAS, Astrodynamics Conference. Seattle, Washington: American Institute of Aeronautics and Astronautics. pp. 25 p.. Retrieved 2007-07-31.